# Meistriliiga (Eishockey) 1996/97
Die Saison 1996/97 war die siebte Spielzeit der estnischen Eishockeyliga, der höchsten estnischen Eishockeyspielklasse. Meister wurde Tartu Välk 494.

## Modus
In der Hauptrunde absolvierte jede der fünf Mannschaften insgesamt 20 Spiele. Der Erstplatzierte der Hauptrunde wurde Meister. Für einen Sieg erhielt jede Mannschaft zwei Punkte, bei einem Unentschieden gab es ein Punkt und bei einer Niederlage null Punkte.

## Hauptrunde
|    | Klub                | Sp | S  | U | N  | Tore    | Punkte |
| -- | ------------------- | -- | -- | - | -- | ------- | ------ |
| 1. | Tartu Välk 494      | 20 | 18 | 0 | 2  | 154:57  | 36     |
| 2. | Kreenholm Narva     | 20 | 17 | 0 | 3  | 142:69  | 34     |
| 3. | JSK/Tiigrid Tallinn | 20 | 10 | 0 | 10 | 142:115 | 20     |
| 4. | Keemik Kohtla-Järve | 20 | 4  | 0 | 16 | 62:137  | 8      |
| 5. | THK-88 Tallinn      | 20 | 1  | 0 | 19 | 48:170  | 2      |

Sp = Spiele, S = Siege, U = Unentschieden, N = Niederlagen